# FC Union Cheb
FC Union Cheb (celým názvem: Football Club Union Cheb) byl český fotbalový klub, který byl v roce 1951 založen v Chebu v Karlovarském kraji. V roce 1996 skončil z finančních důvodů.
V roce 2001 můžeme mluvit o znovuzrození klubu prostřednictvím FK Union Cheb 2001, který navázal v krajském přeboru na tradici chebského fotbalu a ligovou éru Rudé hvězdy Cheb.

## Historie klubu
Osudy klubu jsou těsně spojené s 5. brigádou Pohraniční stráže, jejíž velitelství se od roku 1951 nacházelo v Chebu. Ve stejném roce vznikl nový fotbalový oddíl pod názvem Vojenská sokolská jednota Sokolovo. Už o rok později byl zahrnut do struktury dobrovolných sportovních oddílů (DSO) ministerstva vnitra, nesoucích jednotný název Rudá hvězda. Pouze v letech 1966 až 1972, kdy pohraniční stráž spadala pod ministerstvo obrany, se jmenoval VTJ Dukla Hraničář. V té době se také zvýšila kvalita fotbalu a tým se dostal až do 2. československé ligy.
Zázemí klub od počátku našel v Poohří na stadionu Esky Cheb (dnešní atletický stadion), v roce 1952 přejmenované na Spartak Eska Cheb. V roce 1963 se Spartak stal součástí RH Cheb, která tak získala vlastní areál. Už v druhé půli 60. let ho začala modernizovat, k zásadním změnám však došlo až v letech 1975 až 1978. Hřiště bylo zatravněno a vyrostla u něj tribuna, dále bývalé učňovské středisko ve vile v těsném sousedství bylo adaptováno na ubytovnu pro hráče a zázemí se šatnami a saunou.

### Prvoligová éra
V roce 1979 se tým dostal pod vedením trenéra Jiřího Lopaty do 1. československé ligy, Cheb se stal nejmenším ligovým městem a klub naopak jeho nejvýznamnějším reprezentantem. Po postupu do ligy začalo Chebsko žít fotbalem. První rok byla průměrná návštěvnost 9500 diváků na zápas, domácí zápasy se staly společenskou událostí, na niž mířily celé rodiny, vlajkonoši měli pověst nejvěrnějšího publika v lize a celkový vztah obyvatel k hráčům měl v měřítku malého města mnohem důvěrnější rozměr, než tomu bylo ve velkých klubech.
RH Cheb se stala i předmětem tehdejší maskulinní domácí politiky jakožto nejúspěšnější oddíl ministerstva vnitra. Pro mladé fotbalisty nastupující vojnu se vytvořila alternativa k předtím zcela dominantní Dukle Praha reprezentující rezort obrany. Armádní mužstva byla největšími rivaly RH, a když se nad nimi podařilo uspět, hráči bývali odměňováni povýšením.
Specifické vztahy měla RH zejména se Spartou, která se snažila své hráče na vojnu umísťovat právě sem, neboť oproti Dukle zde nebylo tolik kmenových hráčů, a měli tak mnohem větší šanci se prosadit. Vojenskou službu tu absolvovala řada budoucích reprezentantů: Jozef Chovanec, Vlastimil Petržela, Luděk Mikloško, Jan Stejskal, Miroslav Kadlec, Tomáš Skuhravý, Horst Siegl, Pavel Kuka, Michal Horňák, sedm hráčů nastoupilo v reprezentaci už během svého působení v Chebu: Lubomír Pokluda, Ivo Knoflíček, Miroslav Siva, Radek Drulák, Peter Herda, Petr Samec, Radim Nečas. Dalšími známými hráči nebo trenéry se pak stali třeba Aleš Nešický, Pavel Vrba, Roman Kukleta, Vítězslav Lavička, Zdeněk Koukal. Z těch, kteří zde zůstali i po skončení vojny, si RH budovala stabilní jádro a klubovými ikonami se stali Milan Lindenthal, Jaroslav Šilhavý, Zdeněk Koubek nebo Milan Svojtka.
Největším úspěchem týmu v lize bylo 4. místo ze sezony 1993/94, v poháru pak čtvrtfinále ze sezon 1980/81 a 1985/86.
Areál Esky Cheb však neměl ligové parametry, proto si klub k ligovým zápasům musel pronajímat stadion stadion Lokomotiva, který měl kapacitu 17 000 diváků. Jeho existence zároveň blokovala výstavbu vlastního stánku v Poohří: ministerstvo bylo záměru nakloněno, místní orgány ovšem měly za to, že jeden stadion této velikosti pro Cheb stačí. Navíc bez potřebné modernizace postupně chátral a na přelomu 80. a 90. let se nacházel v katastrofálním stavu.

### Práce s mládeží
Oddíl také systematicky pracoval s mládeží. V sezóně 1985/86 prošel žáky RH nejslavnější fotbalista, který oblékal její dres, Pavel Nedvěd. Přestože byl teprve žákem sedmé třídy základní školy, stal se lídrem mužstva, jež v krajském přeboru pokořilo i Škodu Plzeň a postoupilo do turnaje o mistra republiky. Zde sice skončilo poslední, Nedvěd však byl vyhlášen nejlepším útočníkem. Dorost, který hrál v 80. i 90. letech druhou nejvyšší soutěž, našel při nedostatku hracích ploch v Chebu zázemí ve Františkových Lázních. V roce 1984/85 si RH zřídila juniorku působící v Aši. Po třech letech v divizi postoupila do národní ligy, kde při premiéře skončila druhá. Nejvýznamnějšími odchovanci jsou útočník Robert Fiala, obránce Martin Müller a brankář Jiří Vosyka.

### Porevoluční vývoj
Civilním týmem se klub stal teprve po pádu komunistického režimu. V roce 1990 došlo k jeho přejmenování na Sportovní klub policie Union, pro fanoušky však stále zůstal „Hvězdou“. Finanční příspěvek ministerstva postupně klesal. To se v roce 1992 podepsalo na pádu do českomoravské ligy, ze které však Union obratem postoupil zpět do první české ligy.
V roce 1994 do klubu vstoupil kontroverzní podnikatel Alexander Komanický, který měl s klubem velké plány a založil proto společnost s ručením omezeným pod názvem FC Union. Už po několika měsících se však po sporech s vedením klubu stáhl a v dalším roce zadlužený Union prodal Ivo Mlátilíkovi. Ten jej použil jako kartu ve své hře s městem o tržnici Dragoun, kterou měl v nájmu, a když mu tento krok nevyšel a nepodařilo se mu získat sponzory ani investory, poslal jej v roce 1996 do konkursu. V poslední ligové sezóně 1995/96 po neshodě ohledně nájmu za působení na stadionu Lokomotivy navíc nechal dohrát poslední tři podzimní zápasy v Tachově a na jaře našel azyl v Blšanech.
Důsledkem konkursu byl zánik A-mužstva, s čímž souviselo i neudělení licence potřebné k další účasti v lize. Kontinuitu se podařilo zachovat díky sekci mládeže, jež se v roce 1997 spojila s Lokomotivou Cheb do nového subjektu SK Cheb. Po roční přestávce v něm bylo obnoveno i mužstvo dospělých, které působilo v krajském přeboru. V roce 2001 přešlo do nově vzniklého FK Union Cheb 2001, který se přihlásil jako následník slavného klubu s cílem navázat na jeho tradici, což v roce 2011 ještě zdůraznil přejmenováním na FK Hvězda Cheb.

### Historické názvy
Zdroj: 
- 1951 – VSJ Sokolovo Cheb (Vojenská sokolská jednota Sokolovo Cheb)[3]
- 1952 – DSO Rudá hvězda Cheb (Dobrovolná sportovní organizace Rudá hvězda Cheb)
- 1966 – VTJ Dukla Hraničář Cheb (Vojenská tělovýchovná jednota Dukla Hraničář Cheb)
- 1972 – TJ Rudá hvězda Cheb (Tělovýchovná jednota Rudá hvězda Cheb)
- 1990 – SKP Union Cheb (Sportovní klub policie Union Cheb)
- 1994 – FC Union Cheb (Football Club Union Cheb)

## Umístění v jednotlivých sezonách
Stručný přehled
Zdroj: 
- 1951: Krajská soutěž – Karlovy Vary
- 1952–1953: Krajský přebor – Karlovy Vary
- 1956–1960: Oblastní soutěž – sk. B
- 1960–1965: Západočeský krajský přebor
- 1965–1966: Divize A
- 1966–1969: 2. liga – sk. A
- 1969–1971: 3. liga – sk. A
- 1971–1973: Divize A
- 1973–1977: 3. liga – sk. A
- 1977–1979: 1. ČNFL – sk. A
- 1979–1992: 1. liga
- 1992–1993: Českomoravská fotbalová liga
- 1993–1996: 1. liga

Jednotlivé ročníky
Zdroj: 
Legenda: Z – zápasy, V – výhry, R – remízy, P – porážky, VG – vstřelené góly, OG – obdržené góly, +/- – rozdíl skóre, B – body, červené podbarvení – sestup, zelené podbarvení – postup, fialové podbarvení – reorganizace, změna skupiny či soutěže
| Československo (1951 – 1993) |                               |        |    |    |    |    |     |    |     |    |        |
| Sezóna                       | Liga                          | Úroveň | Z  | V  | R  | P  | VG  | OG | +/- | B  | Pozice |
| 1951                         | Krajská soutěž – Karlovy Vary | 3      | 18 | 8  | 7  | 3  | 52  | 31 |     | 23 | 3.     |
| 1952                         | Krajský přebor – Karlovy Vary | 3      | 22 | 16 | 0  | 6  | 112 | 38 | +74 | 32 | 2.     |
| 1953                         | Krajský přebor – Karlovy Vary | 3      | 11 | 6  | 3  | 2  | 31  | 12 | +19 | 14 | 3.     |
| …                            |                               |        |    |    |    |    |     |    |     |    |        |
| 1956                         | Oblastní soutěž – sk. B       | 3      | 22 | 11 | 4  | 7  | 44  | 40 | +4  | 26 | 4.     |
| 1957/1958                    | Oblastní soutěž – sk. B       | 3      | 33 | 12 | 7  | 14 | 68  | 68 | 0   | 31 | 8.     |
| 1958/1959                    | Oblastní soutěž – sk. B       | 3      | 26 | 11 | 5  | 10 | 58  | 46 | +12 | 27 | 7.     |
| 1959/1960                    | Oblastní soutěž – sk. B       | 3      | 26 | 10 | 7  | 9  | 37  | 42 | -4  | 27 | 7.     |
| 1960/1961                    | Západočeský krajský přebor    | 3      | 26 | 12 | 3  | 11 | 43  | 37 | +6  | 27 | 7.     |
| 1961/1962                    | Západočeský krajský přebor    | 3      | 26 | 13 | 5  | 8  | 44  | 29 | +15 | 31 | 4.     |
| 1962/1963                    | Západočeský krajský přebor    | 3      | 26 | 9  | 2  | 15 | 45  | 48 | -3  | 20 | 11.    |
| 1963/1964                    | Západočeský krajský přebor    | 3      | 26 | 11 | 6  | 9  | 39  | 31 | +8  | 28 | 5.     |
| 1964/1965                    | Západočeský krajský přebor    | 3      | 26 | 16 | 5  | 5  | 67  | 20 | +47 | 37 | 1.     |
| 1965/1966                    | Divize A                      | 3      | 26 | 22 | 1  | 3  | 77  | 20 | +57 | 45 | 1.     |
| 1966/1967                    | 2. liga – sk. A               | 2      | 26 | 9  | 6  | 11 | 29  | 36 | -7  | 24 | 10.    |
| 1967/1968                    | 2. liga – sk. A               | 2      | 26 | 9  | 5  | 12 | 29  | 40 | -11 | 23 | 10.    |
| 1968/1969                    | 2. liga – sk. A               | 2      | 26 | 6  | 3  | 17 | 11  | 31 | -20 | 15 | 13.    |
| 1969/1970                    | 3. liga – sk. A               | 3      | 30 | 10 | 9  | 11 | 28  | 33 | -5  | 29 | 9.     |
| 1970/1971                    | 3. liga – sk. A               | 3      | 30 | 4  | 6  | 20 | 21  | 57 | -36 | 14 | 16.    |
| 1971/1972                    | Divize A                      | 4      | 26 | 8  | 9  | 9  | 40  | 23 | +17 | 25 | 9.     |
| 1972/1973                    | Divize A                      | 4      | 26 | 18 | 3  | 5  | 59  | 24 | +35 | 39 | 1.     |
| 1973/1974                    | 3. liga – sk. A               | 3      | 30 | 13 | 9  | 6  | 51  | 40 | +11 | 35 | 3.     |
| 1974/1975                    | 3. liga – sk. A               | 3      | 30 | 9  | 8  | 13 | 37  | 51 | -14 | 26 | 11.    |
| 1975/1976                    | 3. liga – sk. A               | 3      | 30 | 8  | 8  | 14 | 33  | 46 | -13 | 24 | 15.    |
| 1976/1977                    | 3. liga – sk. A               | 3      | 30 | 12 | 11 | 7  | 39  | 27 | +12 | 35 | 7.     |
| 1977/1978                    | 1. ČNFL – sk. A               | 2      | 30 | 12 | 4  | 14 | 42  | 42 | 0   | 28 | 9.     |
| 1978/1979                    | 1. ČNFL – sk. A               | 2      | 30 | 21 | 4  | 5  | 63  | 29 | +34 | 46 | 1.     |
| 1979/1980                    | 1. liga                       | 1      | 30 | 9  | 10 | 11 | 36  | 43 | -7  | 28 | 12.    |
| 1980/1981                    | 1. liga                       | 1      | 30 | 12 | 8  | 10 | 41  | 36 | +5  | 32 | 6.     |
| 1981/1982                    | 1. liga                       | 1      | 30 | 8  | 9  | 13 | 36  | 45 | -9  | 25 | 13.    |
| 1982/1983                    | 1. liga                       | 1      | 30 | 9  | 11 | 10 | 44  | 38 | +6  | 29 | 9.     |
| 1983/1984                    | 1. liga                       | 1      | 30 | 10 | 6  | 14 | 37  | 43 | -6  | 26 | 11.    |
| 1984/1985                    | 1. liga                       | 1      | 30 | 12 | 6  | 12 | 44  | 38 | +6  | 30 | 8.     |
| 1985/1986                    | 1. liga                       | 1      | 30 | 14 | 3  | 13 | 49  | 48 | +1  | 31 | 7.     |
| 1986/1987                    | 1. liga                       | 1      | 30 | 13 | 6  | 11 | 52  | 50 | +2  | 32 | 6.     |
| 1987/1988                    | 1. liga                       | 1      | 30 | 9  | 11 | 10 | 31  | 36 | -5  | 29 | 11.    |
| 1988/1989                    | 1. liga                       | 1      | 30 | 10 | 4  | 16 | 40  | 54 | -14 | 24 | 13.    |
| 1989/1990                    | 1. liga                       | 1      | 30 | 11 | 5  | 14 | 28  | 34 | -6  | 27 | 11.    |
| 1990/1991                    | 1. liga                       | 1      | 30 | 13 | 6  | 11 | 44  | 36 | +8  | 32 | 6.     |
| 1991/1992                    | 1. liga                       | 1      | 30 | 7  | 7  | 16 | 28  | 53 | -25 | 21 | 15.    |
| 1992/1993                    | Českomoravská fotbalová liga  | 2      | 30 | 15 | 7  | 8  | 41  | 28 | +13 | 37 | 4.     |
| Česko (1993 – 1996)          |                               |        |    |    |    |    |     |    |     |    |        |
| Sezóna                       | Liga                          | Úroveň | Z  | V  | R  | P  | VG  | OG | +/- | B  | Pozice |
| 1993/1994                    | 1. liga                       | 1      | 30 | 13 | 10 | 7  | 31  | 29 | +2  | 36 | 4.     |
| 1994/1995                    | 1. liga                       | 1      | 30 | 8  | 7  | 15 | 29  | 45 | -16 | 31 | 13.    |
| 1995/1996                    | 1. liga                       | 1      | 30 | 8  | 9  | 13 | 35  | 47 | -12 | 33 | 13.    |

Poznámky:
- 1976/77: Po sezóně proběhla reorganizace nižších soutěží, 3. liga byla zrušena – prvních 9 mužstev postupovalo do 1. ČNFL (2. nejvyšší soutěž), zbylá mužstva sestoupila do příslušných divizních skupin (nově 3. nejvyšší soutěž)

## Osobnosti klubu
- Pavel Nedvěd, 1985 – 1986, mládežnické týmy RH Cheb
- Jozef Chovanec, 1979 – 1981, 52 zápasů, 4 góly
- Milan Svojtka, 1979 – 1998, 164 zápasů, 8 gólů
- Vladimír Hruška, 1979 – 1981, 3 zápasy, 1 gól
- Zdeněk Koubek, 1967-1969 (Dukla Hraničář Cheb), 1979 – 1983, 5 zápasů
- Lubomír Pokluda, 1979 – 1984, 4 zápasy
- Jan Stejskal, 1982 – 1983, 22 zápasů
- Pavel Kuka, 1987 – 1989, 36 zápasů, 9 gólů
- Milan Kolouch, 1987 – 1995, 124 zápasů, 4 góly
- Horst Siegl, 1989 – 1990, 23 zápasů, 7 gólů
- Petr Samec, 1992 – 1995, 9 zápasů, 2 góly
- Peter Herda, 1984 – 1987, 88 zápasů, 27 gólů, celkem vstřelil 107 gólů – 100 za Cheb, člen ligových kanonýrů č. 31
- Milan Lindenthal, 1979 – 1989, 259 zápasů, 48 gólů
- Radek Drulák, 1982 – 1987, 122 zápasů, 38 gólů
- Jaroslav Šilhavý, 1980 – 1990, 243 zápasů, 12 gólů
- Miroslav Šebesta, 1992 – 1996, 258 zápasů, 52 gólů
- František Plass, 1976 – 1977, 2. liga

## Přehled výsledků v evropských pohárech
| Sezóna | Soutěž                     | Soupeř          | 1. zápas | 2. zápas | Celkem |
| ------ | -------------------------- | --------------- | -------- | -------- | ------ |
| 1980   | Středoevropský pohár (sk.) | Udinese Calcio  | 2:3      | 2:0      | 4:3    |
|        | Středoevropský pohár (sk.) | NK Čelik Zenica | 1:3      | 2:1      | 3:4    |
|        | Středoevropský pohár (sk.) | Debreceni VSC   | 2:1      | 1:2      | 3:3    |

## FC Union Cheb „B“
FC Union Cheb „B“ byl rezervní tým chebského Unionu. Největšího úspěchu dosáhl v sezóně 1988/89, kdy se v 2. ČNFL (tehdejší 3. nejvyšší soutěž) umístil na 2. místě. Rezervní tým zanikl v roce 1995.

### Umístění v jednotlivých sezonách
Stručný přehled
Zdroj: 
- 1984–1988: Divize B
- 1988–1991: 2. ČNFL – sk. A
- 1992–1995: Divize A

Jednotlivé ročníky
Zdroj: 
Legenda: Z - zápasy, V - výhry, R - remízy, P - porážky, VG - vstřelené góly, OG - obdržené góly, +/- - rozdíl skóre, B - body, červené podbarvení - sestup, zelené podbarvení - postup, fialové podbarvení - reorganizace, změna skupiny či soutěže
| Československo (1984 – 1993) |                 |        |    |    |    |    |    |    |     |    |        |
| Sezóny                       | Liga            | Úroveň | Z  | V  | R  | P  | VG | OG | +/- | B  | Pozice |
| 1984/85                      | Divize B        | 4      | 30 | 17 | 7  | 6  | 55 | 26 | +29 | 41 | 2.     |
| 1985/86                      | Divize B        | 4      | 30 | 15 | 8  | 7  | 51 | 32 | +19 | 38 | 2.     |
| 1986/87                      | Divize B        | 4      | 30 | 16 | 6  | 8  | 67 | 30 | +37 | 38 | 2.     |
| 1987/88                      | Divize B        | 4      | 30 | 21 | 4  | 5  | 82 | 28 | +54 | 46 | 1.     |
| 1988/89                      | 2. ČNFL – sk. A | 3      | 30 | 17 | 3  | 10 | 74 | 45 | +29 | 37 | 2.     |
| 1989/90                      | 2. ČNFL – sk. A | 3      | 28 | 13 | 4  | 11 | 46 | 50 | -4  | 30 | 5.     |
| 1990/91                      | 2. ČNFL – sk. A | 3      | 30 | 1  | 8  | 21 | 27 | 83 | -56 | 10 | 16.    |
| …                            |                 |        |    |    |    |    |    |    |     |    |        |
| 1992/93                      | Divize A        | 4      | 30 | 10 | 8  | 12 | 50 | 47 | +3  | 28 | 9.     |
| Česko (1993 – 1995)          |                 |        |    |    |    |    |    |    |     |    |        |
| Sezóny                       | Liga            | Úroveň | Z  | V  | R  | P  | VG | OG | +/- | B  | Pozice |
| 1993/94                      | Divize A        | 4      | 30 | 8  | 10 | 12 | 30 | 39 | -9  | 26 | 12.    |
| 1994/95                      | Divize A        | 4      | 30 | 10 | 7  | 13 | 55 | 55 | 0   | 37 | 12.    |